# 항온역
항온역(중국어: 恆安站, 영어: Heng On Station) 홍콩 신계 사틴구마온산 사이사로에 위치한 홍콩 지하철 튄마선의 역으로, 2004년 12월 21일에 개업하였다. 역명은 이웃 공동체 항온촌(恆安邨)에서 따왔다.

## 역 구조
항온역 역사는 사이사로(西沙路) 차도 중앙에 3층(지상 대합실·지하 대합실·승강장)으로 설치되었다.

### 층별 구조
| P |                                        | 승강장 1 튄마선 튄문 방면 (다이서이항)    |
| P | 섬식 승강장, 오른쪽 출입문이 열림      |                                           |
| P | 승강장 2 튄마선 우카이사 방면 (마온산) |                                           |
| C | 대합실                                 | C출구, 고객센터, 상점, 셀프서비스, 화장실 |
| G | 보행자터널                             | A·B출구, 고객센터                         |

### 대합실
항안역에는 지상층(地面)과 지하층(地底)에 각각 2개의 대합실을 두고 있으며, 각 대합실에는 고객 서비스 센터를 두고 있다. C출구 옆에 유일하게 상점이 설치되었고, 역 구내에는 ATM 등의 셀프서비스 시설이 있다.

### 승강장

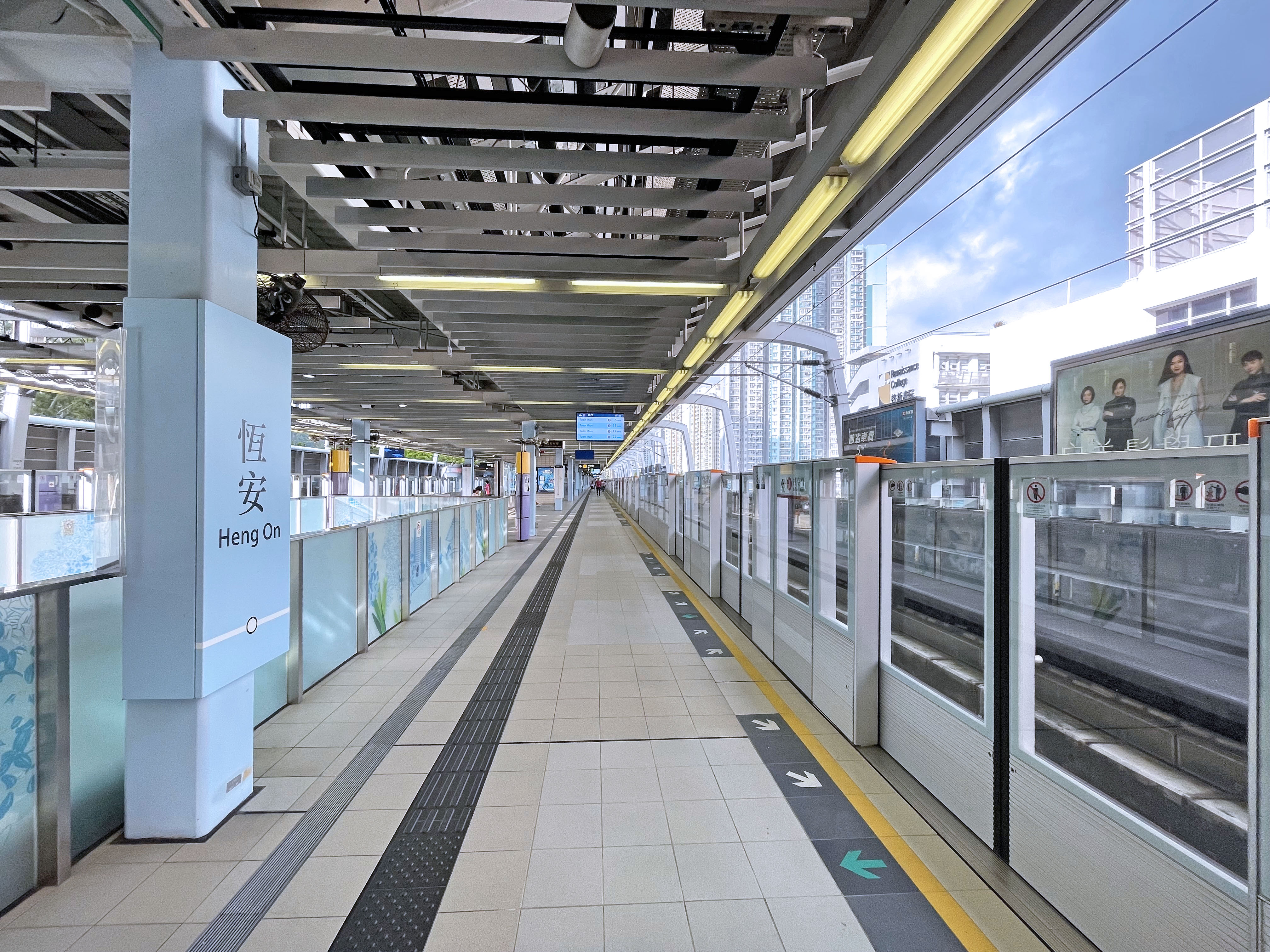
1번 승강장 (튄마선 튄문 방면, 2021년 7월)
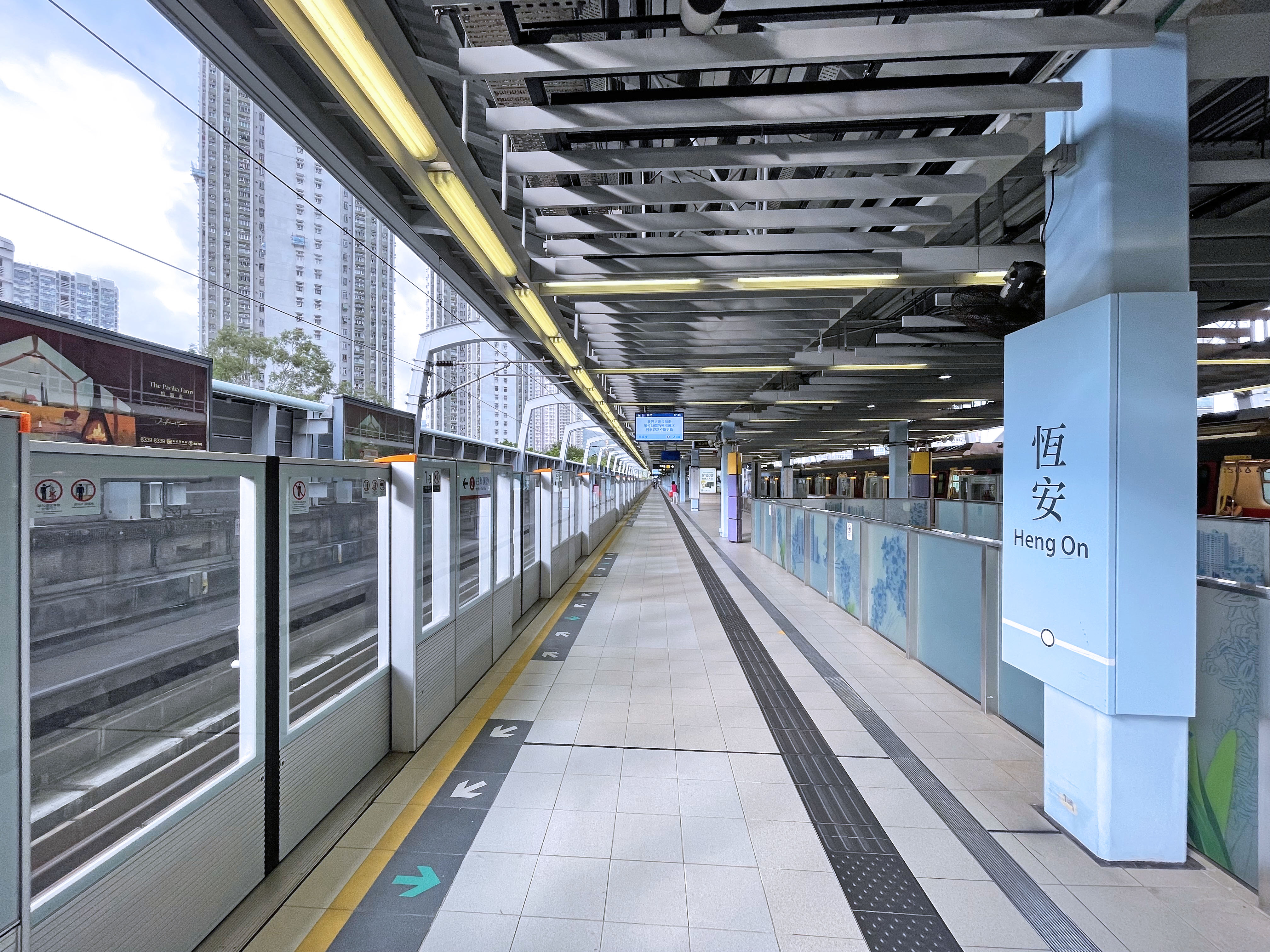
2번 승강장 (튄마선 우카이사 방면, 2021년 7월)

항온역 승강장은 대합실 위에 설치되었고, 섬식 승강장 1개로 구성되었다. 모든 승강장에는 난간형 스크린도어가 설치되었다. 또한 역 남쪽에는 특수 열차 이동을 위한 회차선이 설치되어 있다.

### 출구
항온역에는 3개의 출구가 있으며, 하나는 지상대합실 북쪽(C출구)에, 다른 2개는 지하 통로(A 및 B출구)에 있다.
|                                                                |                    |      | |
| 출구 번호                                                      | 지시               | 사진 | 출구 인근 |
| 出口 · A                                                       | 청도아원(聽濤雅苑) |      | 금휘원, 청도아원, 관란아헌(觀瀾雅軒), 마온산 순도위이 초등학교, 마온산 해안산책로, Oceanaire(天宇海), 오션 뷰(海典灣), 계신서원                                |
| 出口 · B                                                       | 항온촌(恆安邨)     |      | 항온촌, 청년회서원, 치우자우 회관 중학교, 우이중 전문개발센터, 금안원, 마온산 신의학교, 마온산 싱역삿 초등학교, 보우렁국 우중 중학교, 얀온촌, 금백원, 이우온촌 |
| 出口 · C                                                       | 금풍원(錦豐苑)     |      | 금풍원, 찬잔하 중학교, 선교사협회 태산진원희 초등학교, 중온촌, 금희원, 마온산 놀이터, 마온산 운동장, 성 프란치스코 성당                                        |
| 아이콘 설명: 시각 장애인 안내 경로 \| 경사로 \| 같은 층에 위치 |                    |      | |

## 역사
항온역은 2004년 12월 21일 마온산 철도 개통과 함께 개장했다.

### 승강장 확장 작업 및 스크린도어 추가
역 개통 초기에는 승강장 길이가 짧았으나, 나머지는 사틴-중완선(沙中綫) 건설 과정에서 증축해 현재 증설 공사가 완료된 상태다. 2017년에는 난간형 스크린도어가 설치되었다.

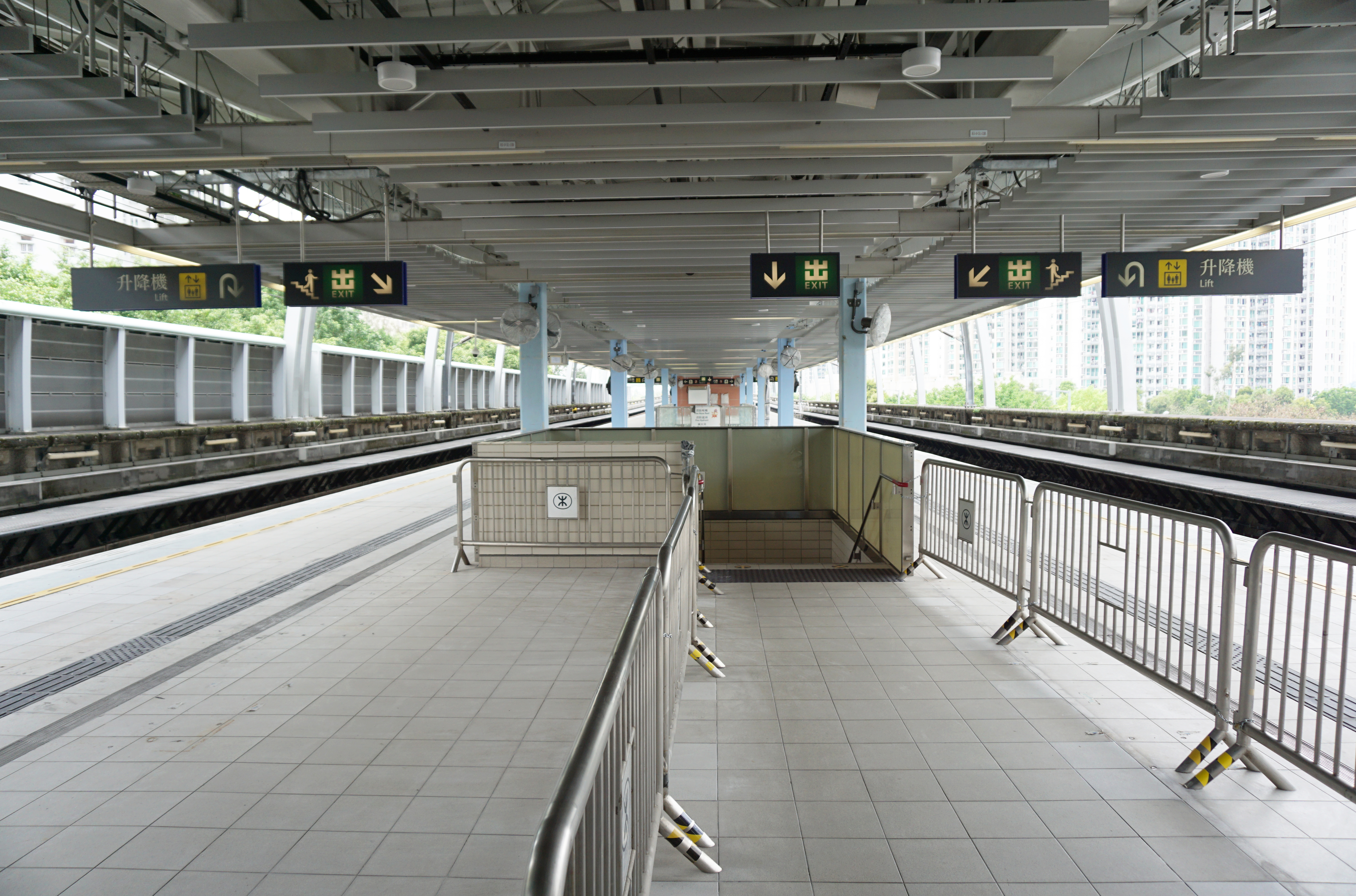
승강장 확장(2016년 5월)